# Aeroportul Fatmawati Soekarno
Aeroportul Fatmawati Soekarno (IATA: BKS, ICAO: WIPL) este un aeroport din Bengkulu, Indonezia ce deservește zona Bengkulu. Aeroportul a fost tranzitat în 2018 de 1.065.479 de pasageri. A fost numit după Fatmawati⁠(d).
Situat la o altitudine de 15 m, aeroportul dispune de 1 pistă.

## Infrastructură

### Piste
Aeroportul dispune de o singură pistă. Pista 13/31 are suprafața de asfalt și dimensiunile 2.250 m × 45 m. 